# كيرك بومان
كيرك بومان هو لاعب هوكي جليد كندي، ولد في 30 سبتمبر 1952 في ليمينغتون في كندا.

## وصلات خارجية
- كيرك بومان على موقع دوري الهوكي الوطني (الإنجليزية)
- كيرك بومان على موقع قاعة مشاهير الهوكي (لاعب أن.إتش.أل) (الإنجليزية)
- كيرك بومان على موقع EliteProspects.com (الإنجليزية)
- كيرك بومان على موقع HockeyDB.com (الإنجليزية)
- كيرك بومان على موقع Hockey-Reference.com (الإنجليزية)